# 沙里夫阿旺
沙里夫阿旺（1951年6月4日—1999年7月7日）或M. Shariff是一位马来西亚摇滚音乐家。
沙里夫阿旺因15年的糖尿病并发症而在1999年7月7日逝世，享年48岁。他留下遗孀Farida Mohd Salleh和3名孩子。